# Ihar Pesterew
Ihar Pesterew (* 14. Mai 1974) ist ein früherer belarussischer Biathlet.
Ihar Pesterew  kam zwischen 1996 und 1998 sporadisch zu Einsätzen im Biathlon-Weltcup. Sein erstes Rennen bestritt er bei einem Einzel in Osrblie, bei dem er 70. wurde. In Pokljuka erreichte er mit einem 37. Platz im Sprint 1998 sein bestes Weltcup-Resultat. Seinen größten Erfolg feierte Pesterew bei den Biathlon-Europameisterschaften 1998 in Minsk. Bei den Titelkämpfen in seinem Heimatland wurde er mit Alexander Iwanowski, Iwan Pesterew und Dimitri Schichow mit der Staffel, in der er als Startläufer zum Einsatz kam, hinter den Vertretungen aus Deutschland und Norwegen die Bronzemedaille.

## Platzierungen im Biathlon-Weltcup
Die Tabelle zeigt alle Platzierungen (je nach Austragungsjahr einschließlich Olympische Spiele und Weltmeisterschaften).
- 1.–3. Platz: Anzahl der Podiumsplatzierungen
- Top 10: Anzahl der Platzierungen unter den ersten zehn (einschließlich Podium)
- Punkteränge: Anzahl der Platzierungen innerhalb der Punkteränge (einschließlich Podium und Top 10)
- Starts: Anzahl gelaufener Rennen in der jeweiligen Disziplin

| Platzierung | Einzel | Sprint | Verfolgung | Massenstart | Team | Staffel | Gesamt |
| ----------- | ------ | ------ | ---------- | ----------- | ---- | ------- | ------ |
| 1. Platz    |        |        |            |             |      |         |        |
| 2. Platz    |        |        |            |             |      |         |        |
| 3. Platz    |        |        |            |             |      |         |        |
| Top 10      |        |        |            |             |      |         |        |
| Punkteränge |        |        |            |             |      |         |        |
| Starts      | 4      | 4      | 1          |             |      |         | 9      |